# دونالد إل. هارلو
دونالد إل. هارلو (بالإنجليزية: Donald L. Harlow)‏ هو عسكري أمريكي، ولد في 20 نوفمبر 1920 في ووترفيل في الولايات المتحدة، وتوفي في 1 أكتوبر 1997 في Joint Base Andrews ‏ في الولايات المتحدة.